# Amanda (sångare)
Amanda Djamila Kretz Lameche, mer känd under artistnamnet Amanda, född 24 mars 1985 i Karlskrona, är en svensk popsångare. Hon är äldre syster till den forna Play-medlemmen Anaïs Lameche. Hon växte upp i Täby.
Lameche vann TV4:s barntalangtävling Småstjärnorna, där hon imiterade Janet Jackson. När hon var tio år gammal upptäcktes hon av Laila Bagge, men hennes genombrott kom dock fem år senare då hon var femton år gammal. Hon blev den första kvinnliga popsångaren att få skivkontrakt med Madonnas skivbolag Maverick Records och sjöng in låten "You Don't Stand a Chance" till soundtracket till filmen Rugrats i Paris.
År 2000 spelade Lameche in sitt första debutalbum vid namn Everybody Doesn't som släpptes året därpå. Låten med samma namn ("Everybody Doesn't") var hennes första och enda låt som hamnade på Billboard Hot 100 (på plats 81).
Amanda medverkade i ett avsnitt av tredje säsongen av komediserien En fyra för tre i rollen som Rita.